# Paolo Montagna
Paolo Montagna (sinh ngày 28 tháng 5 năm 1976) là một cầu thủ bóng đá người San Marino hiện tại thi đấu cho Cosmos.
Anh ra sân cho Đội tuyển bóng đá quốc gia San Marino trên 40 lần và ra mắt quốc tế năm 1995.